# Belvidere, Illinois
Belvidere là một thành phố thuộc quận Boone, tiểu bang Illinois, Hoa Kỳ. Năm 2010, dân số của thành phố này là 25585 người.

## Dân số
Dân số qua các năm:
- Năm 2000: 20820 người.
- Năm 2010: 25585 người.